# Gratton
Gratton – osada i civil parish w Anglii, w Derbyshire, w dystrykcie Derbyshire Dales. W 2001 roku civil parish liczyła 12 mieszkańców. Gratton jest wspomniana w Domesday Book (1086) jako Gratune.